# Manettia hispida
Manettia hispida är en måreväxtart som beskrevs av Eduard Friedrich Poeppig. Manettia hispida ingår i släktet Manettia och familjen måreväxter. Inga underarter finns listade i Catalogue of Life.